# Família Baring
A Família Baring é uma família alemã e britânica de comerciantes e banqueiros. Na Alemanha, a família pertence ao Bildungsbürgertum, enquanto na Inglaterra pertence à aristocracia. 

## História
O ancestral mais antigo conhecido da família é Peter Baring (ou Petrus Baring), que era um burguês da cidade de Groningen, então uma cidade-estado semi-independente que fazia parte do Sacro Império Romano e da Liga Hanseática, agora parte da Holanda, por volta de 1500. O filho de Peter Baring, Franz Baring (Franciscus Baringius), tornou-se o primeiro bispo luterano de Lauenburg na atual Saxônia na Alemanha desde 1565. A família atual na Alemanha e na Inglaterra é descendente de Franz Baring. No eleitorado de Hannover, a família Baring pertencia à burguesia alta, a chamada Hübsche Familien (de höfisch, cortesã, associada à corte), que compreendia a terceira classe de elite depois da nobreza e do clero. 
O ramo inglês da família é descendente de Franz Baring (1657–1697), professor de teologia em Bremen. Ele foi o pai de Johann Baring (1697–1748), que se mudou de sua cidade natal, Bremen, para Exeter, na Inglaterra, para ingressar em uma empresa de exportação de lã em 1717. Ao longo dos anos, Johann Baring, que mais tarde ficou conhecido como John, construiu uma pequena fortuna como comerciante de lã. Seus filhos Francis Baring e John Baring se mudaram para Londres, onde fundaram a John and Francis Baring Company, vulgarmente conhecida como Barings Bank, em 1762. O Barings Bank tornou-se um dos principais bancos comerciais de Londres, até o colapso em 1995. Francis Baring era o pai de Sir Thomas Baring, segundo baronete, que foi o pai de Alexander Baring, primeiro barão Ashburton . Sir Francis Baring, segundo baronete, também foi pai de Henry Baring e avô de Edward Baring, 1.º Barão Revelstoke e Evelyn Baring, 1.º Conde de Cromer. 
Arnulf Baring (1932–2019) era membro do ramo da família residente na Alemanha. 
Desde o início do século XIX, a família Baring manteve relações estreitas com a família de banqueiros Berenberg.

## Pares e títulos
A família Baring é uma das mais enobrecidas do Reino Unido, onde vários membros da família foram feitos pares e baronetes. A família realizou os seguintes pares: 
- Barão Ashburton (criado em 1835)
- Barão Northbrook (criado em 1866)
- Visconde Baring e Conde de Northbrook (criado em 1876, extinto em 1929)
- Barão Revelstoke (criado em 1885)
- Conde de Cromer (criado em 1901)
- Barão Howick de Glendale (criado em 1960)

Além disso, duas baronetcies foram criadas para a família (em 1793 e 1911), os baronetes Baring. 

## Galeria

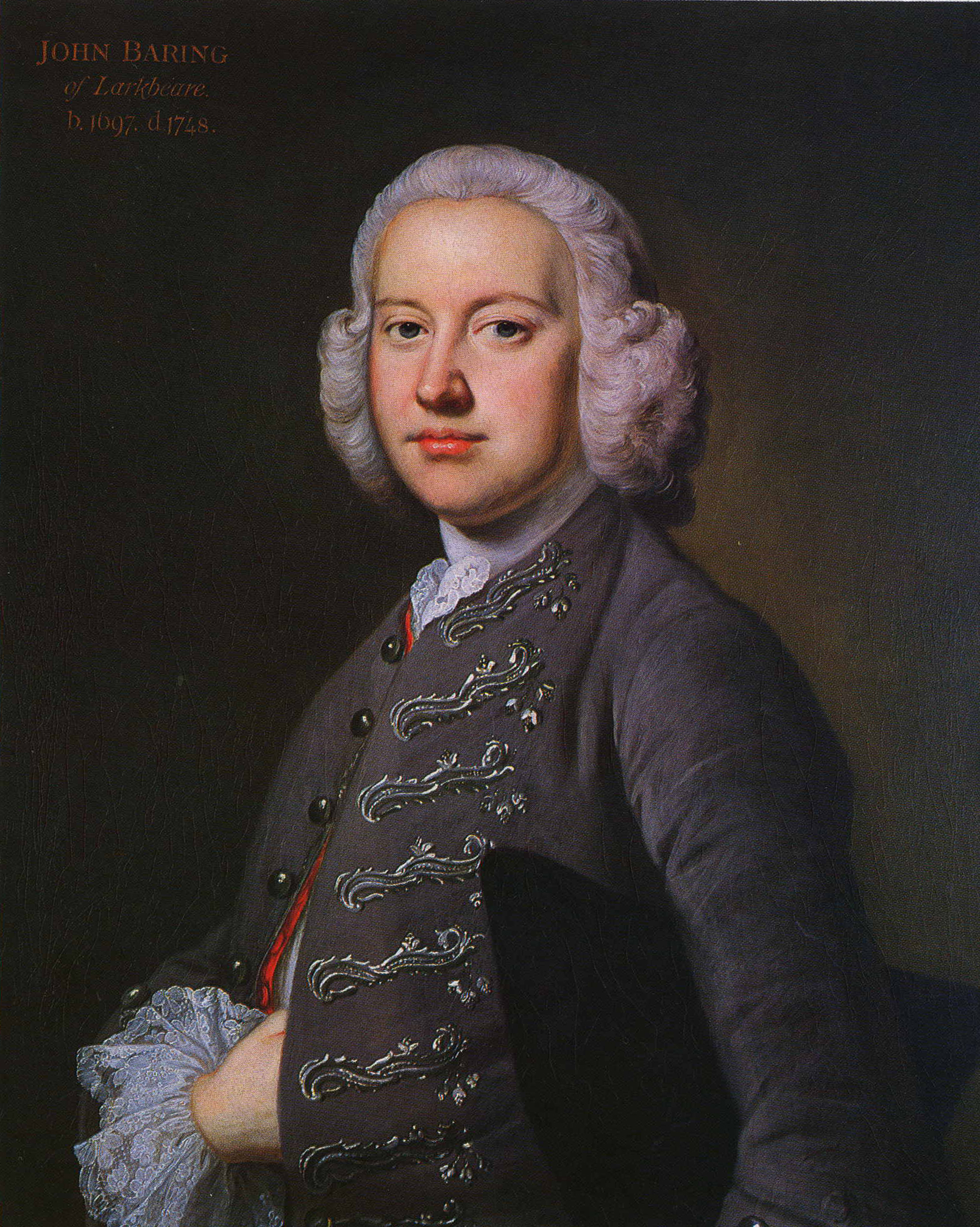
Johann Baring
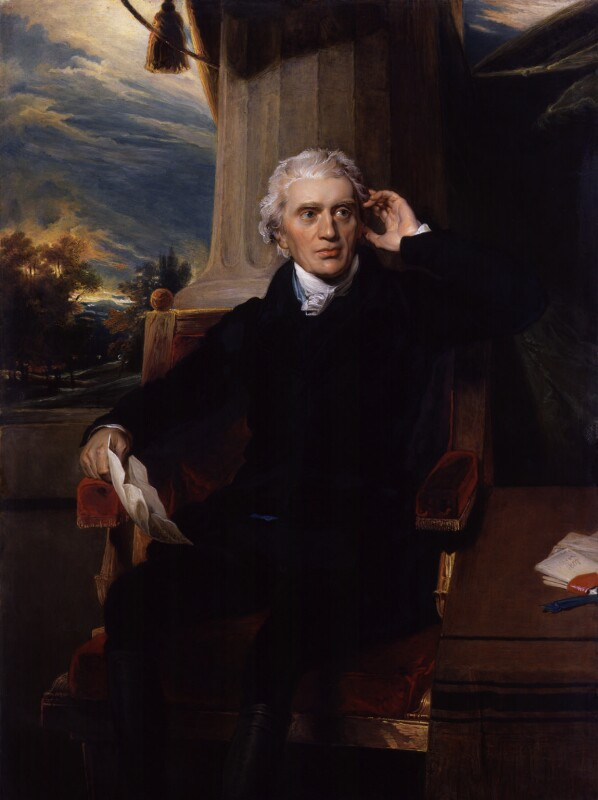
Sir Francis Baring, 1.º Baronete
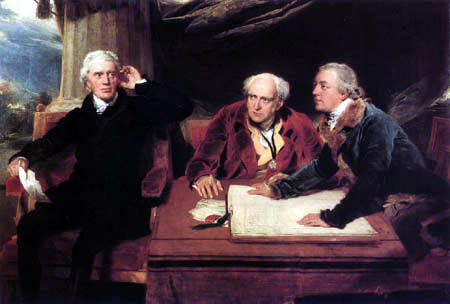
Sir Francis Baring (esquerda), com seu irmão John Baring e seu genro Charles Wall
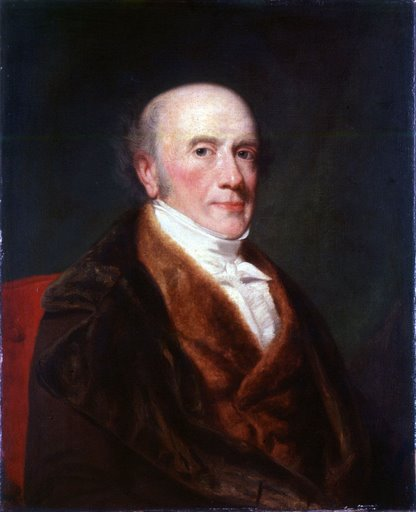
Alexander Baring, 1.º Barão Ashburton
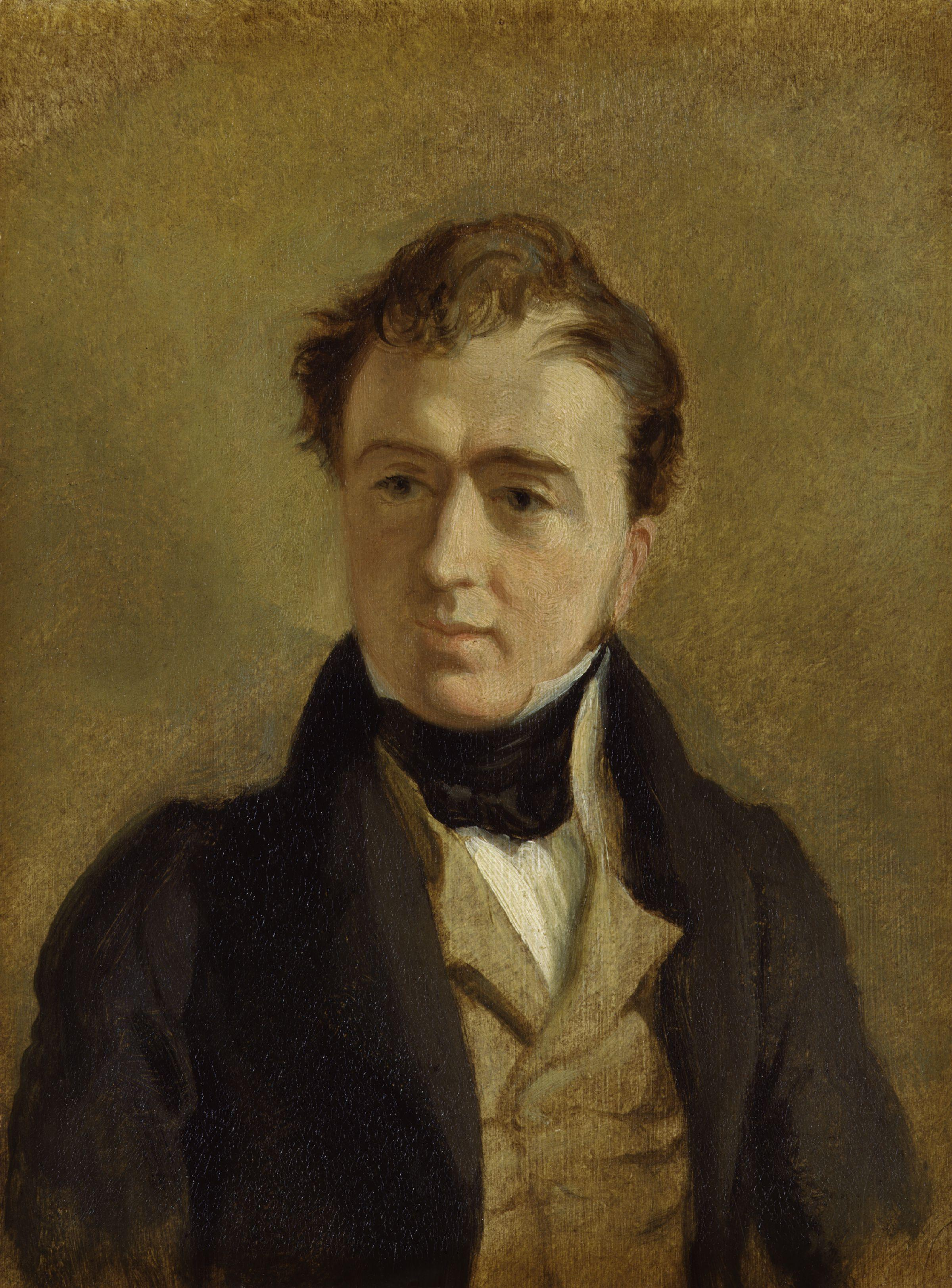
Francis Baring, 1.º Barão Northbrook
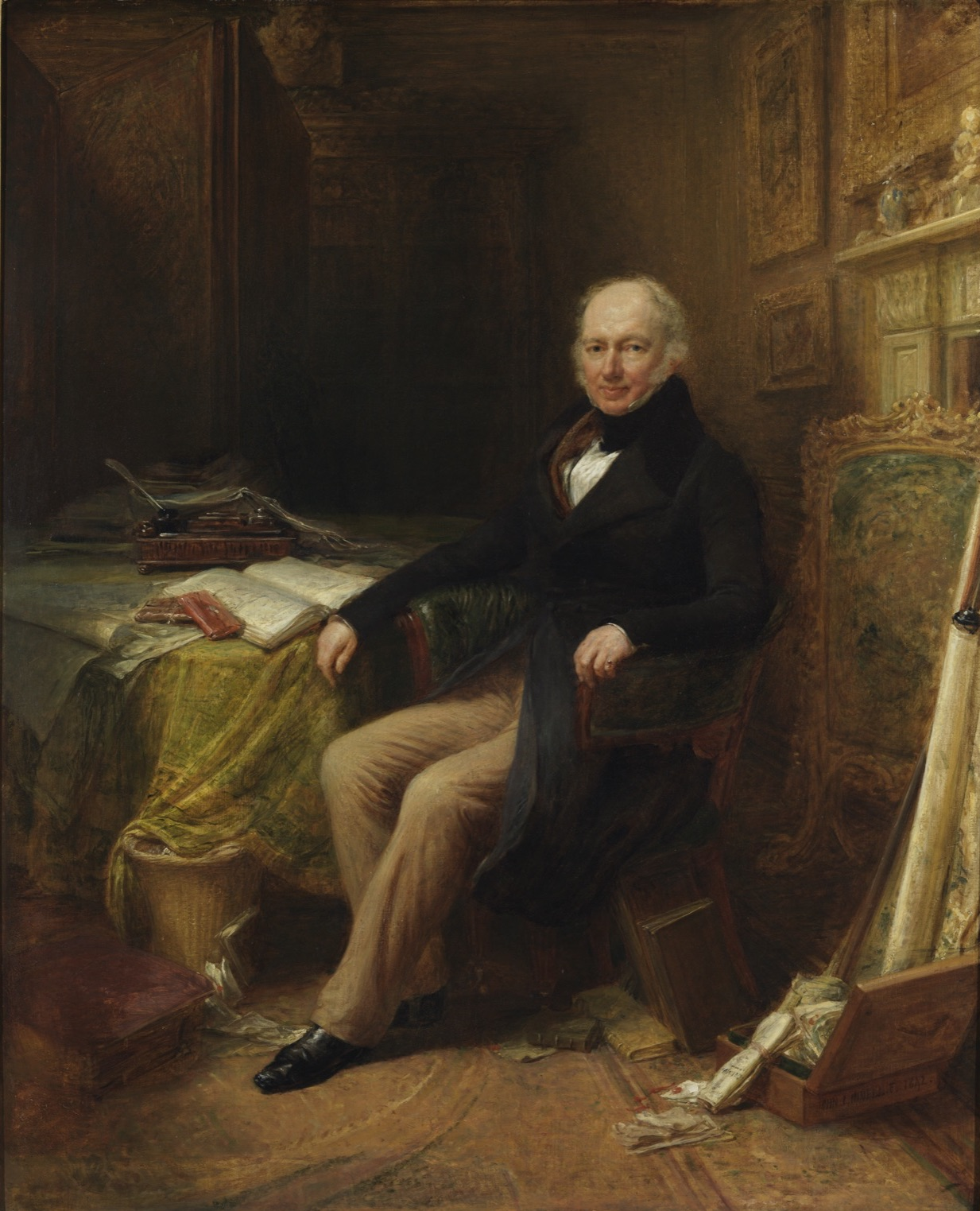
Sir Thomas Baring
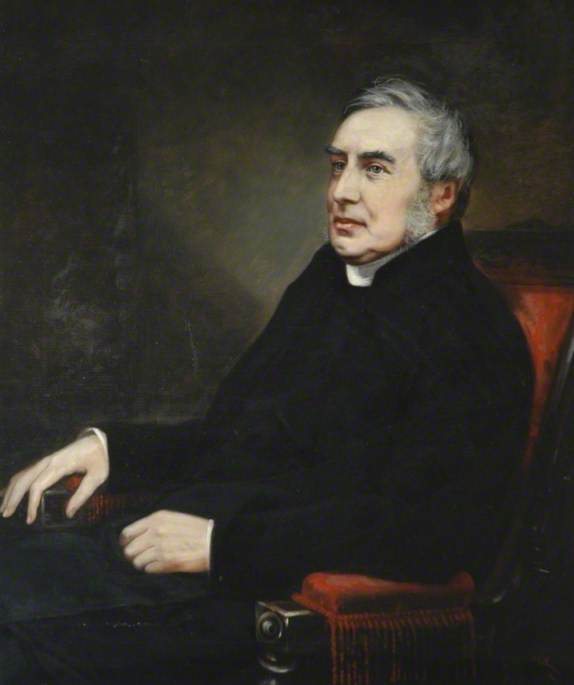
Bispo Charles Baring
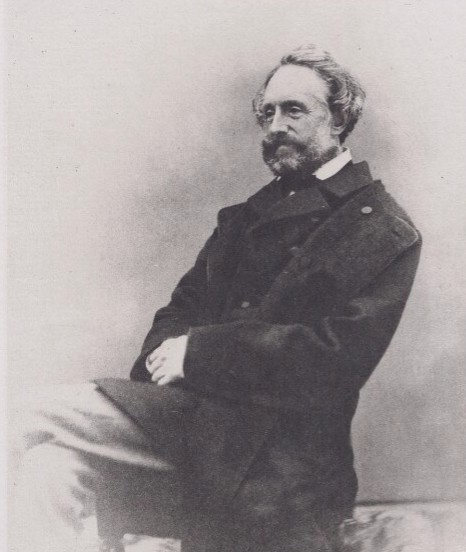
Bingham Baring, 2.º Barão Ashburton
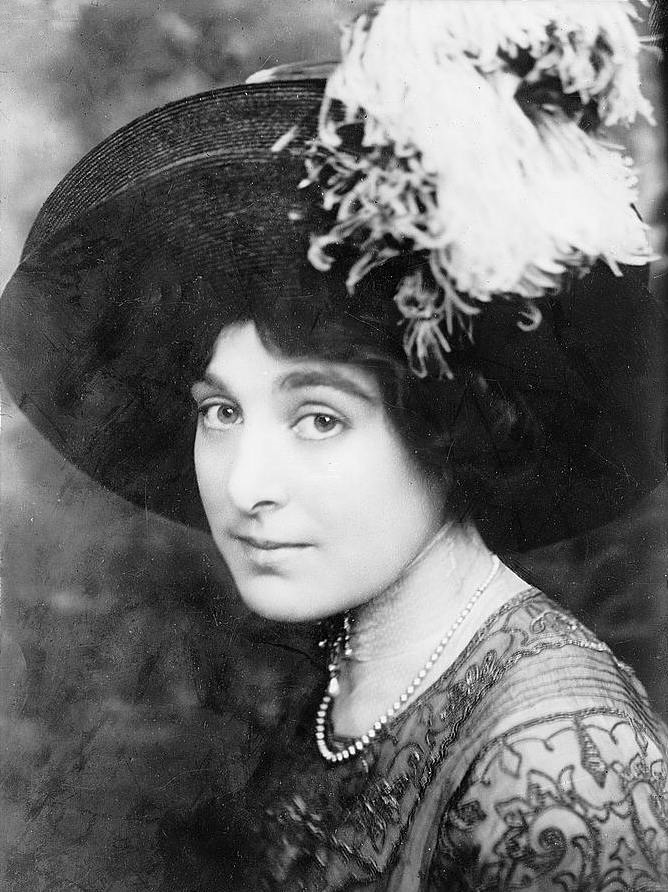
Lady Louisa Barings
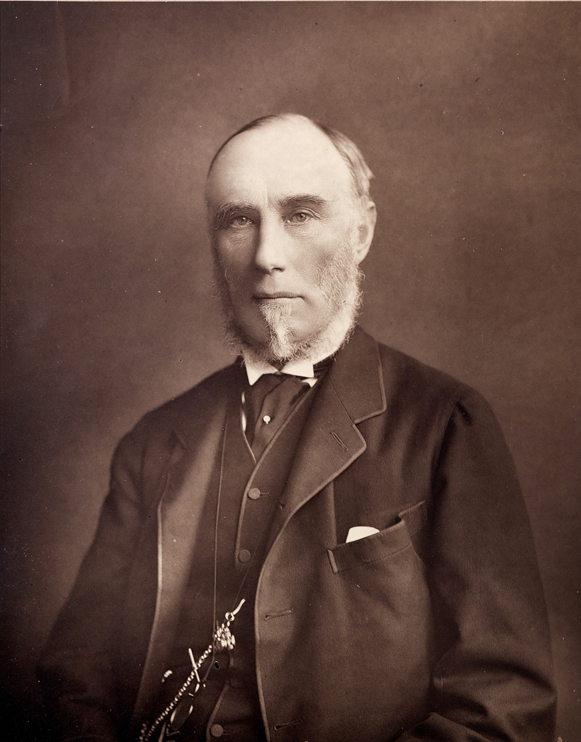
Thomas Baring, 1.º Conde de Northbrook
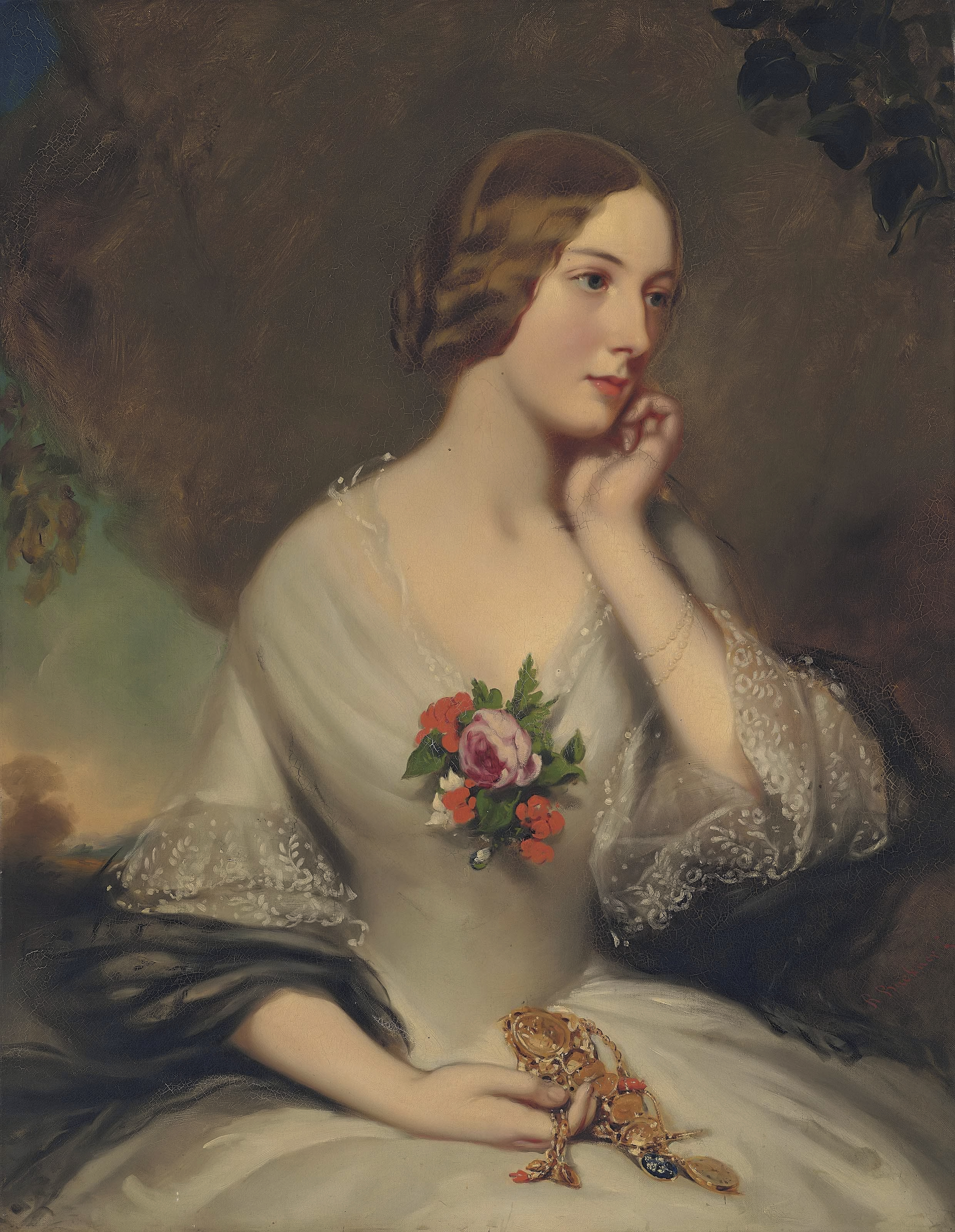
Elizabeth Baring, esposa de Thomas Baring
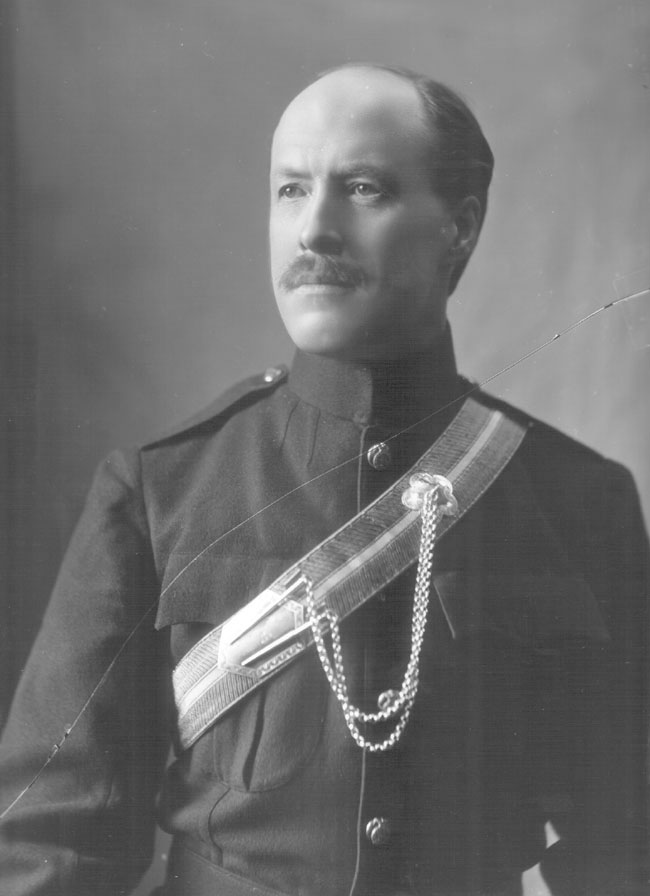
Francis Baring, 5.º Barão Ashburton